# Yamanote et Shitamachi
 (octobre 2022).
La mise en forme du texte ne suit pas les recommandations de Wikipédia : il faut le « wikifier ».
Les points d'amélioration suivants sont les cas les plus fréquents. Le détail des points à revoir est peut-être précisé sur la page de discussion.
- Les titres sont pré-formatés par le logiciel. Ils ne sont ni en capitales, ni en gras.
- Le texte ne doit pas être écrit en capitales (les noms de famille non plus), ni en gras, ni en italique, ni en « petit »…
- Le gras n'est utilisé que pour surligner le titre de l'article dans l'introduction, une seule fois.
- L'italique est rarement utilisé : mots en langue étrangère, titres d'œuvres, noms de bateaux, etc.
- Les citations ne sont pas en italique mais en corps de texte normal. Elles sont entourées par des guillemets français : « et ».
- Les listes à puces sont à éviter, des paragraphes rédigés étant largement préférés. Les tableaux sont à réserver à la présentation de données structurées (résultats, etc.).
- Les appels de note de bas de page (petits chiffres en exposant, introduits par l'outil «  Source ») sont à placer entre la fin de phrase et le point final[comme ça].
- Les liens internes (vers d'autres articles de Wikipédia) sont à choisir avec parcimonie. Créez des liens vers des articles approfondissant le sujet. Les termes génériques sans rapport avec le sujet sont à éviter, ainsi que les répétitions de liens vers un même terme.
- Les liens externes sont à placer uniquement dans une section « Liens externes », à la fin de l'article. Ces liens sont à choisir avec parcimonie suivant les règles définies. Si un lien sert de source à l'article, son insertion dans le texte est à faire par les notes de bas de page.
- La présentation des références doit suivre les conventions bibliographiques. Il est recommandé d'utiliser les modèles {{Ouvrage}}, {{Chapitre}}, {{Article}}, {{Lien web}} et/ou {{Bibliographie}}. Le mode d'édition visuel peut mettre en forme automatiquement les références.
- Insérer une infobox (cadre d'informations à droite) n'est pas obligatoire pour parachever la mise en page.

Pour une aide détaillée, merci de consulter Aide:Wikification.
Si vous pensez que ces points ont été résolus, vous pouvez retirer ce bandeau et améliorer la mise en forme d'un autre article.
Yamanote (山の手) et Shitamachi (下町) sont les noms traditionnels de deux zones de Tokyo. Yamanote fait référence à la zone riche de Tokyo à l'ouest du Palais impérial,. Les citoyens autrefois considéré de Yamanote habitait dans les arrondissements de Hongo, Kōjimachi, Koishikawa, Ushigome, Yotsuya, Akasaka, Aoyama et Azabu dans Bunkyō, Chiyoda (en partie), Shinjuku, et Minato. La taille de Yamanote a ensuite grandi pour inclure les citoyens des arrondissements de Nakano, Suginami et Meguro. Shitamachi est le nom traditionnel d'une zone de Tokyo incluant aujourd'hui les arrondissements de Adachi, Arakawa, Chiyoda (en partie), Chūō, Edogawa, Katsushika, Kōtō, Sumida, et Taitō, la partie physique basse de la ville et le long et à l'est de la rivière Sumida,.

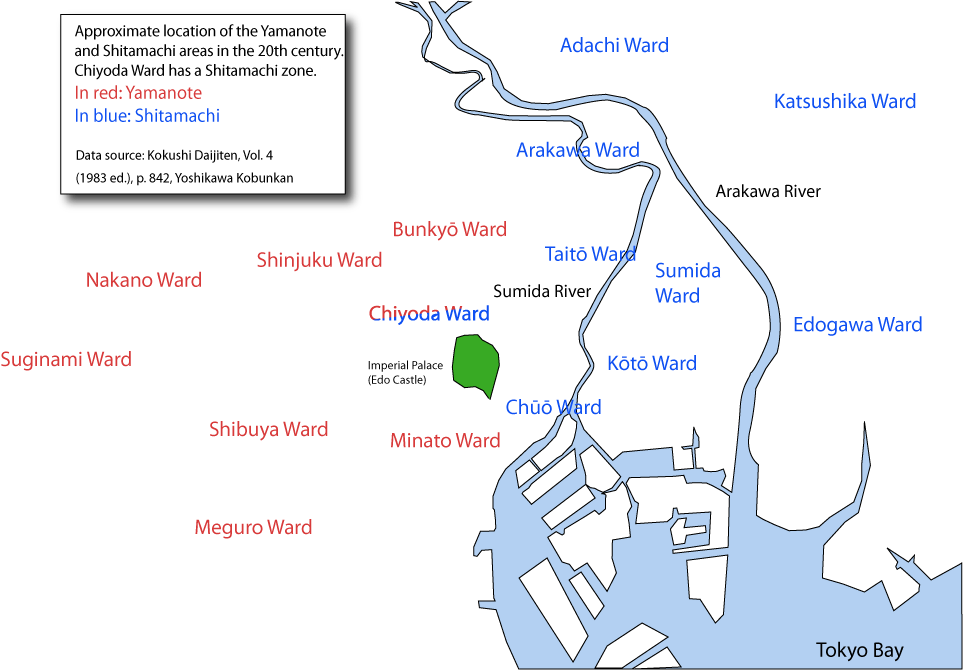
Yamanote et Shitamachi aujourd'hui. Yamanote marqué en rouge et Shitamachi en lettres bleues.

Les deux régions ont toujours été vaguement définies, car leur identité reposait davantage sur la culture et la caste que sur la géographie. Alors que les Tokugawa vassaux de la caste des guerriers ( hatamoto et gokenin ) vivaient dans les collines de Yamanote, les castes inférieures (marchands et artisans) vivaient dans les zones marécageuses près de la mer. Cette double division de classe et géographique est restée forte à travers les siècles tout en évoluant avec le temps et est toujours d'usage courant aujourd'hui. En effet, les deux termes sont maintenant utilisés également dans d'autres parties du pays. Le terme Yamanote indique toujours un statut social plus élevé, et Shitamachi un statut inférieur, même si de facto ce n'est pas toujours vrai.
Le Yamanote et le Shitamachi ont grandi progressivement au fil des ans, et la carte ci-dessus les montre tels qu'ils sont aujourd'hui.

## Histoire des termes
Lorsque le régime Tokugawa a déplacé le siège du pouvoir à Edo, il a accordé la plupart des régions vallonnées solides à l'aristocratie militaire et à leurs familles pour résidences, profitant en partie de son été plus frais. Les marais autour de l'embouchure des rivières Sumida et Tone, à l'est du château, ont été comblés, les plaines qui en résultaient devenant la zone des marchands et des artisans qui fournissaient et travaillaient pour l'aristocratie. Ainsi, dès le début de son existence, Tokyo (anciennement Edo ) a été divisée culturellement et économiquement en deux parties : la caste supérieure Yamanote, située sur les collines de la terrasse Musashino, et la caste inférieure Shitamachi, littéralement « ville basse », située à côté de la rivière Sumida. Bien qu'aucun des deux n'ait jamais été un nom officiel, les deux sont restés et sont toujours utilisés. Les deux mots sont également utilisés avec le même sens dans d'autres parties du pays. Le terme "Yamanote" est également utilisé par exemple à Hokkaido, Oita, Yokohama et Osaka.
Il existe plusieurs théories sur l'étymologie du terme Yamanote, en plus de son emplacement vallonné. Dans le livre Gofunai Bikō (御府内備考, Notes on Edo) , il est dit que le frère cadet de Tokugawa Ietsuna (1641-1680), Tsunashige, reçut deux résidences de banlieue, une à Umite (海手, Towards the sea)  et une autre à Yamanote, il est donc possible que l'opposé de Yamanote ne soit pas Shitamachi, mais Umite. Cependant, avec la construction progressive de décharges dans l'estuaire de Sumida et l'urbanisation de la zone, Shitamachi a progressivement remplacé Umite. Le couple Yamanote - Shitamachi est bien attesté dans les archives de la langue parlée dès 1650, et à partir de cette époque apparaît souvent dans des documents et des livres. La distinction guerrier/marchand entre Yamanote et Shitamachi a également été bien établie dès le début.

## Géographie

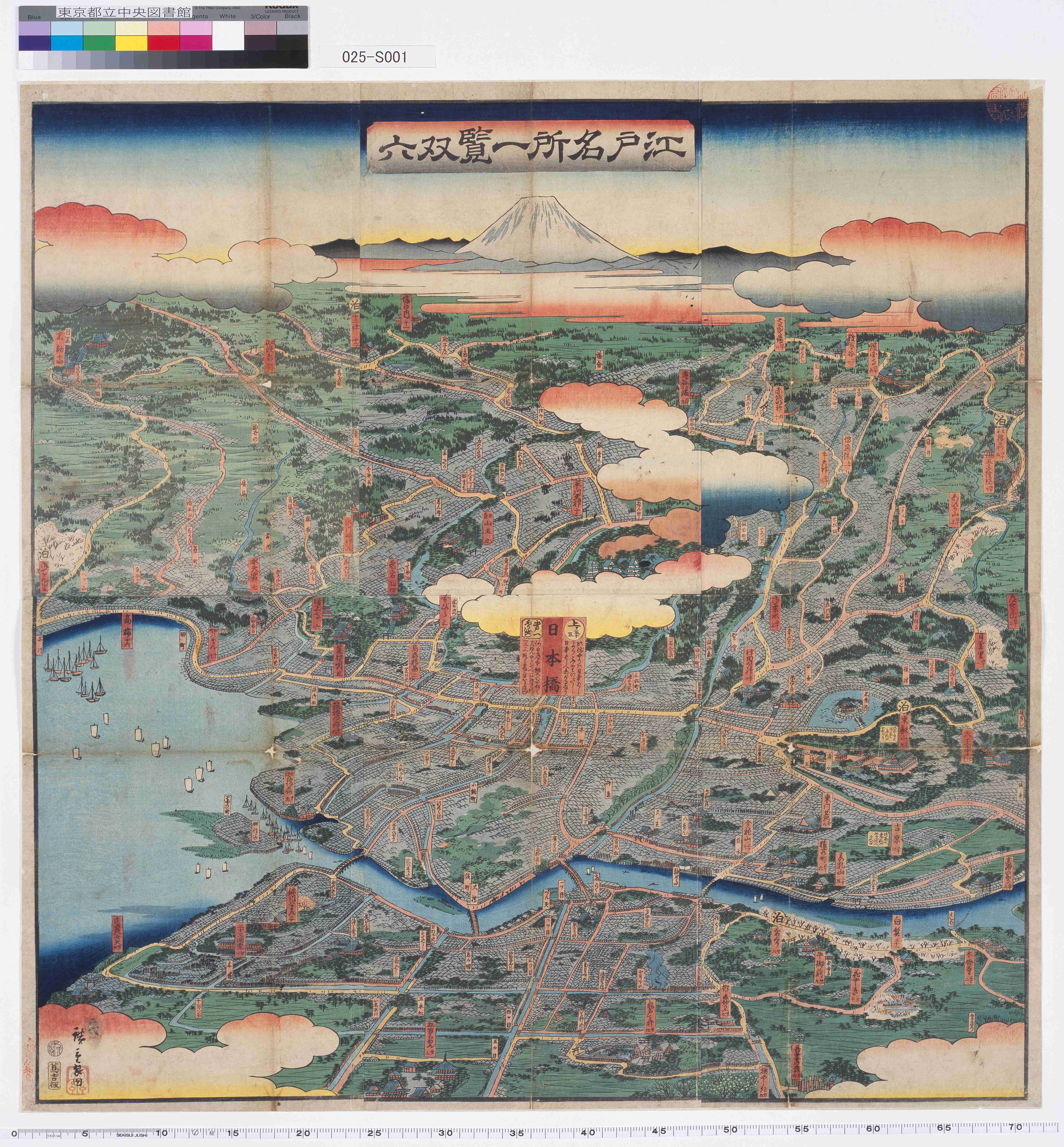
Une vue de Yamanote (au-dessus) et Shitamachi (au-dessous) par Utagawa Hiroshige. Nihonbashi est au centre de la carte.

L'utilisation des termes en tant que termes géographiques dans les temps modernes a changé. Dans Metropolis Magazine, le traducteur et universitaire Edward Seidensticker estime que la ligne de démarcation va de Ginza à Shinjuku, et que "nord" et "sud" sont des termes plus précis. Seidensticker décrit également comment les centres économiques et culturels se sont déplacés de Ginza et Nihonbashi à Shinjuku, Ikebukuro, Shibuya et Shinagawa.

### Yamanote

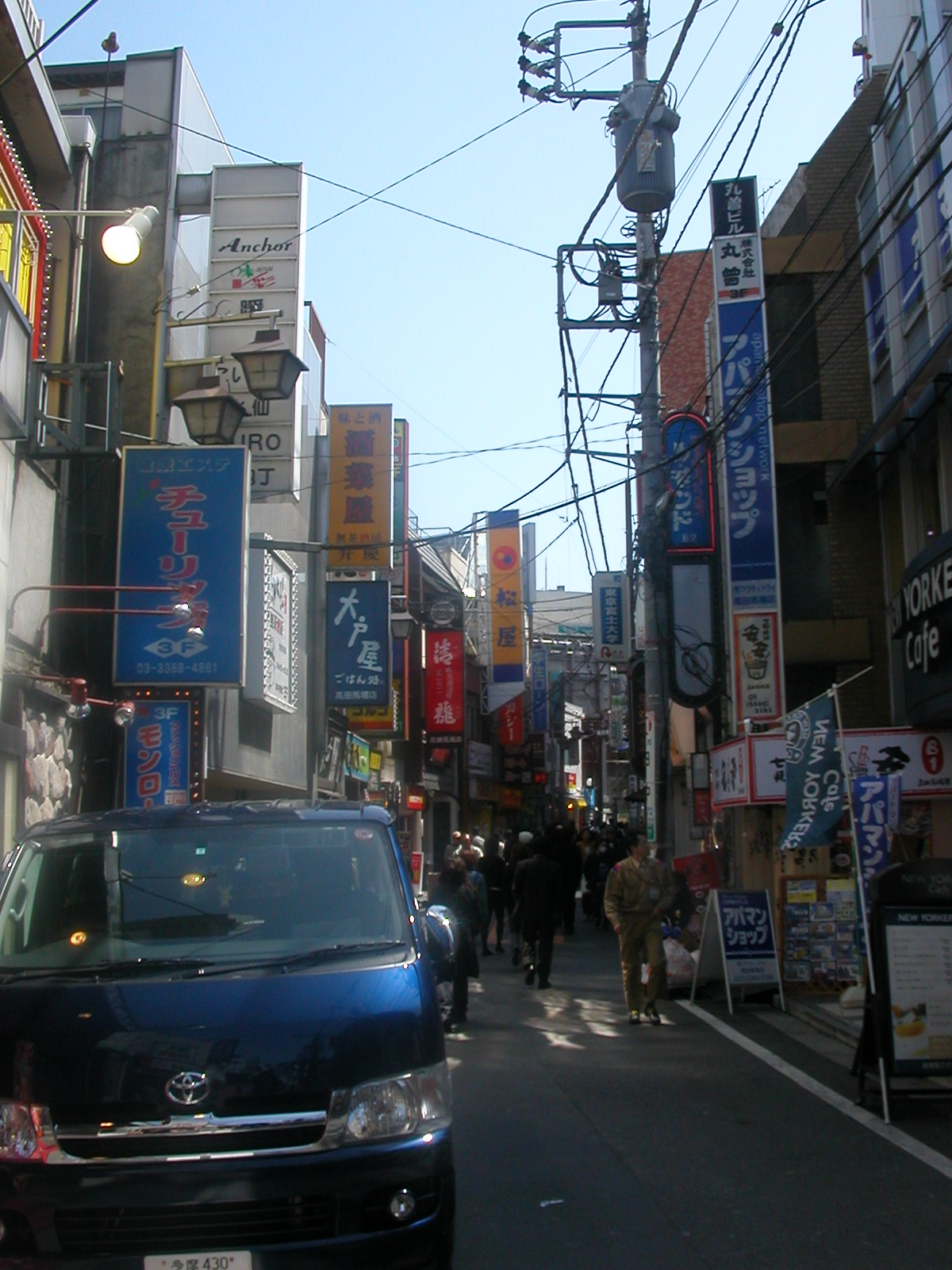
Takadanobaba à Shinjuku, partie de Yamanote

L'étendue de la première frontière de Yamanote ne peut pas être définie exactement, mais dans l'œuvre de Kyokutei Bakin Gendō Hōgen de 1818 (donc durant la période Edo) il est dit que "Yotsuya, Aoyama, Ichigaya, Koishikawa et Hongō constituent la Yamanote", et occupaient donc plus ou moins une partie de chacun des arrondissements de Shinjuku, Bunkyo et Minato d'aujourd'hui. Yamanote était à l'origine considéré comme plus rustique et Shitamachi plus sophistiqué. Ce n'est qu'avec la restauration Meiji que cela a changé en raison de l'afflux d'intellectuels dans ses quartiers.
L'étendue de la zone Yamanote a peu changé pendant l'ère Meiji. En 1894, il a été décrit comme composé de Hongo, Koishikawa, Ushigome, Yotsuya, Akasaka et Azabu. Après le grand tremblement de terre de 1923 et de nouveau après la seconde guerre mondiale, la Yamanote a commencé à se développer. Du coup, la zone Yamanote d'aujourd'hui s'étend, aux yeux des jeunes, encore plus loin que Shinjuku, Bunkyo et Minato, jusqu'à Suginami, Setagaya, Nakano, et même jusqu'à Kichijōji ou Denen-chōfu. Ce qui était autrefois la zone vallonnée de la ligne Yamanote s'est maintenant étendu à l'ouest sur le plateau de Musashino. Bunkyo et Minato sont généralement considérés comme Yamanote, cependant, certains quartiers (Nezu et Sendagi à Bunkyo, et Shinbashi à Minato) sont typiquement Shitamachi.
Aujourd'hui, la ligne Yamanote est l'une des lignes ferroviaires de banlieue les plus fréquentées et les plus importantes de Tokyo. Initialement ainsi nommée en 1909, lorsque la ligne ne reliait que Shinagawa à Akabane dans la région de Yamanote, la ligne a été prolongée dans sa boucle actuelle en 1925, reliant également les régions de Shitamachi comme Ueno, Kanda, Yurakucho et Shinbashi. La route Tokyo Municipal Route 317 (東京都道317号, Tōkyōtodō Sanbyakujūnana-gō)  est familièrement connue sous le nom de Yamate Dōri (山手通り, Yamate Dōri) , ou parfois "Yamate Street", d'après la région de Yamanote également.

### Shitamachi

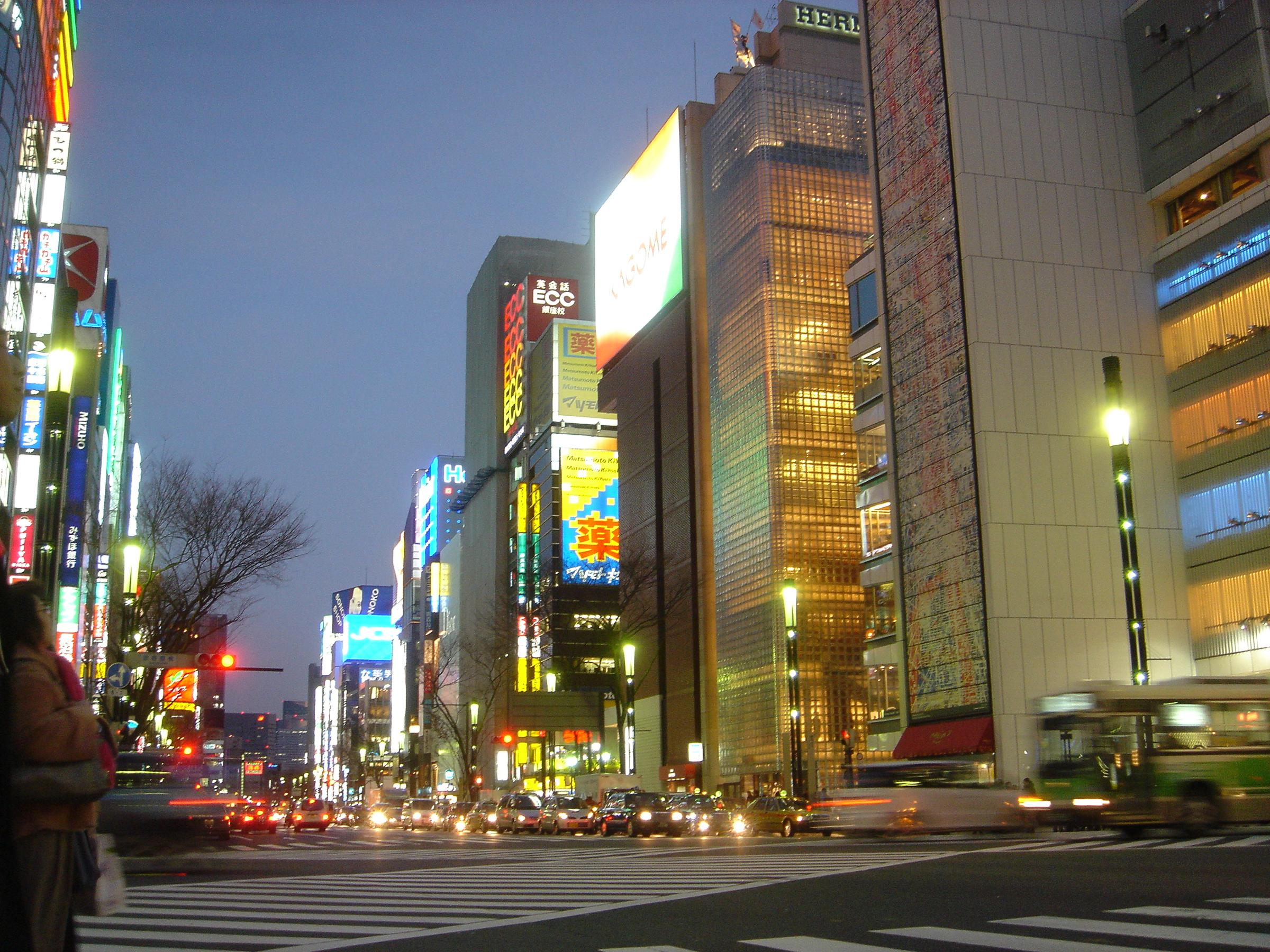
Quartier commerçant de Ginza à Shitamachi

Le terme désignait à l'origine uniquement les trois zones de Kanda, Nihonbashi et Kyōbashi mais, à mesure que la ville grandissait, il en est venu à couvrir également les zones mentionnées ci-dessus. Shitamachi était le centre d'Edo, à tel point que les deux zones étaient souvent considérés comme étant les mêmes. Si Shitamachi n'était en fait pas synonyme d'Edo, il y avait à l'origine une certaine "confusion" des deux termes, et ceux nés à Shitamachi sont généralement considérés comme de véritables Edokko, enfants d'Edo. Cette confusion est évidente dans l'habitude de dire "Je vais à Edo"  de la période Edo signifiant aller de la zone autour de Fukagawa dans le quartier de Kōtō à n'importe où à l'est de la rivière Sumida.
Alors que le Yamanote s'est développé à l'ouest sur le plateau de Musashino, avec le temps, le Shitamachi s'est étendu à l'est au-delà de la rivière Arakawa et comprend maintenant les quartiers Chūō, Kōtō (Fukagawa), Sumida et Taitō, ainsi qu'une partie du quartier Chiyoda.
Le centre d'Ueno à Taitō se situe au cœur de l'ancien Shitamachi et compte encore plusieurs musées et une salle de concert. Aujourd'hui, la région immédiate, en raison de sa proximité avec un important centre de transport, conserve une valeur foncière élevée. Le musée Shitamachi à Ueno est dédié au mode de vie et à la culture de la région, avec des modèles d'environnements et de bâtiments d'époque. Le musée Edo-Tokyo, dans le quartier Ryogoku de Tokyo, présente également des expositions sur Shitamachi.
Bunkyo et Minato sont généralement considérés comme Yamanote, cependant, Nezu et Sendagi dans l'est de Bunkyo et Shinbashi dans le nord-est de Minato sont des districts typiques de Shitamachi.

## Liste des quartiers

### Arrondissement avec les deux zones de Yamanote et de Shitamachi
- Arrondissement de Chiyoda :
  - Shitamachi : toute la région de Kanda
  - Yamanote : toute la région de Kojimachi
- Arrondissement de Minato :
  - Shitamachi : Shinbashi, Higashi-Shinbashi (Shiodome) et Nishi-Shinbashi
  - Yamanote :
    - toute la région d'Azabu (y compris Azabu-Jūban, Nishi-Azabu et Roppongi )
    - toute la région d'Akasaka (y compris Akasaka et Aoyama )
- Arrondissement de Bunkyo :
  - Shitamachi : Nezu et Sendagi
  - Yamanote :
    - toute la région de Hongo, à l'exception de Nezu et Sendagi
    - toute la région de Koishikawa

### Tous les quartiers de Shitamachi
- Arrondissement de Chuo (y compris Nihonbashi, Kyobashi et Ginza )
- Arrondissement de Taito (y compris Ueno, Yanaka et Asakusa )
- Arrondissement d'Arakawa
- Arrondissement de Sumida
- Arrondissement de Koto
- Arrondissement d'Edogawa
- Arrondissement de Katsushika
- Arrondissement de Adachi

### Tous les quartiers Yamanote
- Arrondissement de Shibuya
- Arrondissement de Shinjuku
- Arrondissement de Nakano
- Arrondissement de Suginami
- Arrondissement de Meguro

## Différences entre Yamanote et Shitamachi dans l'imaginaire populaire
La distinction entre les deux zones a été qualifiée de «l'une des démarcations sociales, sous-culturelles et géographiques les plus fondamentales du Tokyo contemporain». Alors que la distinction est devenue "géographiquement floue, ou presque inexistante ... elle survit symboliquement car elle porte le sens historique de la frontière de classe, les samouraïs ayant été remplacés par les cols blancs modernes". D'une manière générale, le terme Yamanote a une connotation de "distant et froid, si riche et branché", alors que "les gens de Shitamachi sont réputés honnêtes, francs et fiables". Ces différences englobent le discours, la communauté, la profession et l'apparence. Il existe également une différence fondamentale basée sur les notions de modernité et de tradition. Les habitants de Yamanote étaient considérés comme épousant des idéaux modernisateurs pour leur pays, basés sur des modèles occidentaux. Les habitants de Shitamachi, en revanche, en sont venus à être considérés comme des représentants de l'ordre ancien et des défenseurs des formes culturelles traditionnelles.

### Langage
Le mot japonais moderne yamanote kotoba (山の手言葉)  signifiant "dialecte des Yamanote", tire son nom de la région. Il se caractérise par un manque relatif d'inflexions régionales, par un ensemble bien développé de termes honorifiques ( keigo ) et par des influences linguistiques de l'ouest du Japon. Après la restauration Meiji, il est devenu la langue standard parlée dans les écoles publiques et donc la base du japonais moderne ( hyōjungo ), qui est parlé dans tout le pays. L'accent Yamanote est désormais considéré comme le japonais standard, "faisant de l'homme shitamachi un locuteur d'un dialecte". Les origines de la différence proviennent de la présence de daimyōs et de leurs vassaux, et de l'afflux continu de soldats des provinces.
Des expressions telles que shitamachi kotoba (下町言葉)  signifiant "dialecte Shitamachi", et shitamachifū (下町風)  signifiant "style Shitamachi" sont toujours utilisées et font référence à certaines caractéristiques et à la rugosité du langage Shitamachi. L'absence de distinction entre les deux phonèmes hi et shi (de sorte que hitotsu ("un") se prononce shitotsu ) est typique du Shitamachi kotoba. Un autre trait caractéristique est la prononciation du son -ai par exemple dans wakaranai ( je ne sais pas ou je ne comprends pas ) ou -oi comme dans osoi (lent) comme -ee ( wakaranee ou osee ). L'utilisation de l'un ou l'autre est toujours considérée comme très basse de gamme et grossière. Les locuteurs de Shitamachi sont également censés être moins enclins à utiliser les formes de mots élaborées plus caractéristiques du japonais Yamanote.
Yamanote kotoba et Shitamachi kotoba forment ensemble le soi-disant Tōkyō-go (langue ou dialecte de Tokyo) qui, en raison de ses influences de l'ouest du Japon, est une île linguistique dans la région de Kantō .

### Profession
La division entre les samouraïs et les marchands s'est perpétuée jusqu'à nos jours. Shitamachi est associé aux petits entrepreneurs, restaurateurs, petits commerçants et ateliers, tandis que Yamanote suggère le chef d'entreprise et l'employé de bureau.

### Attitude
Jusqu'à la Seconde Guerre mondiale, le peuple Shitamachi "se fichait de demain". Les habitants plus âgés étaient fiers de ne pas s'être éloignés du quartier. Le bombardement de Tokyo en mars 1945 anéantit la région de Shitamachi et cent mille vies. Le développement associé aux Jeux olympiques d'été de 1964 et à l' autoroute métropolitaine de Tokyo a encore érodé le style de vie des ruelles. Malgré cela, l'état d'esprit Shitamachi valorise toujours la vie pour le moment et les plaisirs présents. S'accrocher à quelque chose n'est pas à la mode et il faut être prêt à affronter le désastre et recommencer.

## Le boum du Shitamachi
Parallèlement à la longue campagne de modernisation qui avait caractérisé l'histoire post- restauration du Japon, Shitamachi a été marginalisée pendant la plus grande partie du XXe siècle. Pour reprendre les mots d'un sociologue, "elle s'est de plus en plus cantonnée à une position défensive, gardant les vieilles traditions et les anciennes normes sociales". Après une longue période de déclin économique d'après-guerre, un «boom Shitamachi» a émergé dans les années 1980, avec un intérêt accru et une célébration de la culture et de l'histoire Shitamachi, en particulier celle de la période Edo. La culture Shitamachi est ainsi dépeinte comme plus authentique et traditionnelle (alors que Yamanote Tokyo est le présent et le futur), et sa valorisation a été décrite comme un refuge face à la modernisation rapide des années de boom économique. Les drames télévisés populaires, les comédies et les documentaires "raréfient désormais une notion souvent idéalisée de l'Edokko, avec la même intensité et la même nostalgie qu'une espèce en voie de disparition".